# Ja‘farābād Mīrūk
Ja‘farābād Mīrūk (persiska: مُراد آباد, مراد آباد میر آخور, Morādābād-e Mīrākhūr, جعفر آباد میروک) är en ort i Iran.   Den ligger i provinsen Lorestan, i den västra delen av landet, 400 km sydväst om huvudstaden Teheran. Ja‘farābād Mīrūk ligger 1 632 meter över havet och antalet invånare är 239.
Terrängen runt Ja‘farābād Mīrūk är huvudsakligen kuperad. Ja‘farābād Mīrūk ligger nere i en dal. Runt Ja‘farābād Mīrūk är det ganska tätbefolkat, med 70 invånare per kvadratkilometer. Närmaste större samhälle är Nūrābād, 13,9 km norr om Ja‘farābād Mīrūk. Trakten runt Ja‘farābād Mīrūk består i huvudsak av gräsmarker.